# Chilipulver

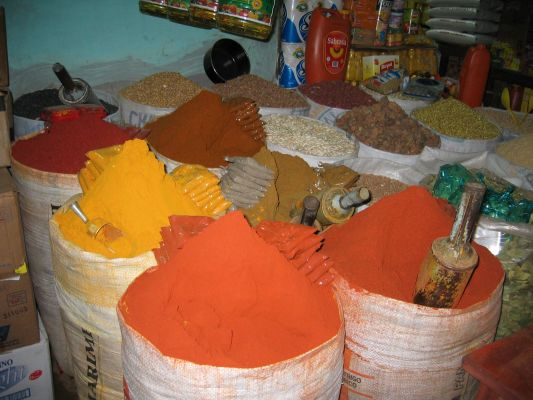
Chilipulver auf einem Markt in Bolivien

Chilipulver bezeichnet im deutschsprachigen Raum meist ein Gewürz aus fein gemahlenen Chilischoten. Eine besondere Art von Chilipulver ist gemahlener Cayennepfeffer, der aus der Chilisorte Capsicum annuum var. Acuminatum hergestellt wird.
Der aus dem amerikanischen Raum stammende Chili Powder oder Chili Mix ist vom Chilipulver aus gemahlenen Chilischoten abzugrenzen: Hierbei handelt es sich meist um eine Gewürzmischung aus den Grundzutaten Cayennepfeffer, Kreuzkümmel, Knoblauch und Oregano. Je nach Rezept kann sie zusätzlich Zimt, Muskat, Gewürznelken, Koriander und weitere Zutaten enthalten. Die ersten Fertigmischungen wurden 1890 von D. C. Pendry in Fort Worth, Texas, und 1894 von William Gebhardt in New Braunfels, Texas, hergestellt.